# Viking (satellit)
Denna artikel handlar om den svenska satelliten Viking. Se även de två amerikanska rymdsonderna Viking 1 och Viking 2 till Mars.

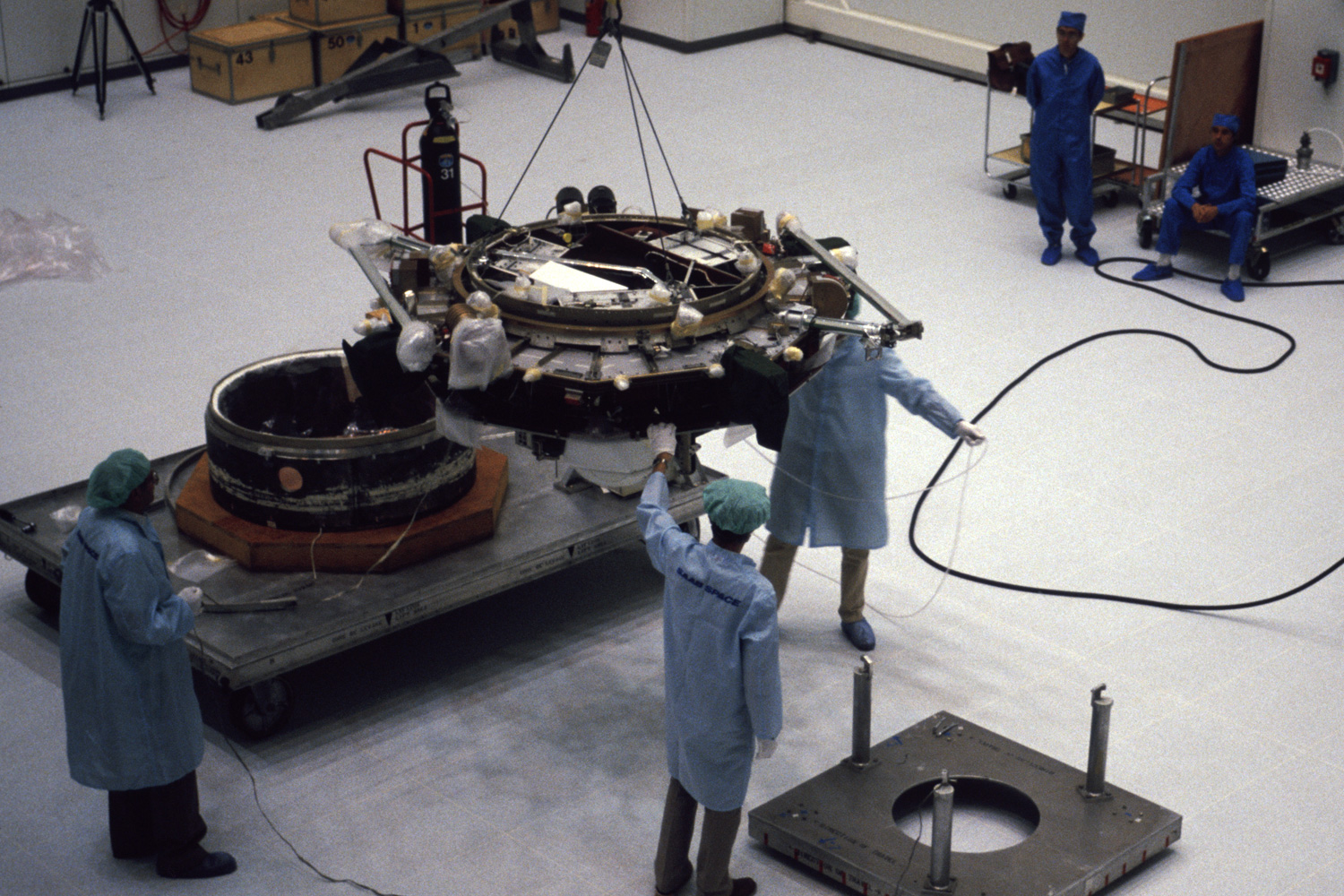
Viking anländer till Kourou och lyfts över från transportcontainern till arbetsvagnen.

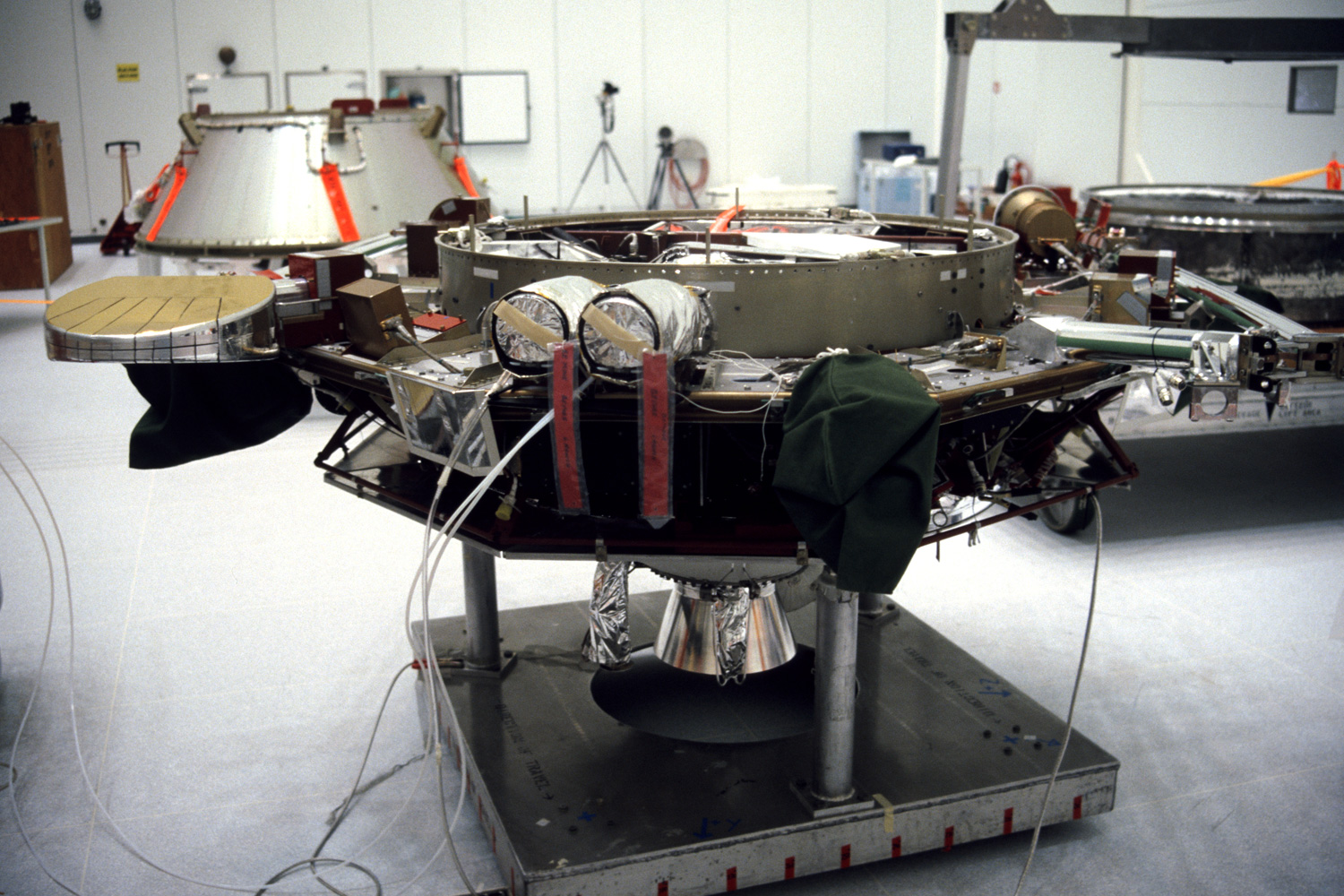
Viking slutmonteras med en krutraketmotor, Kourou.

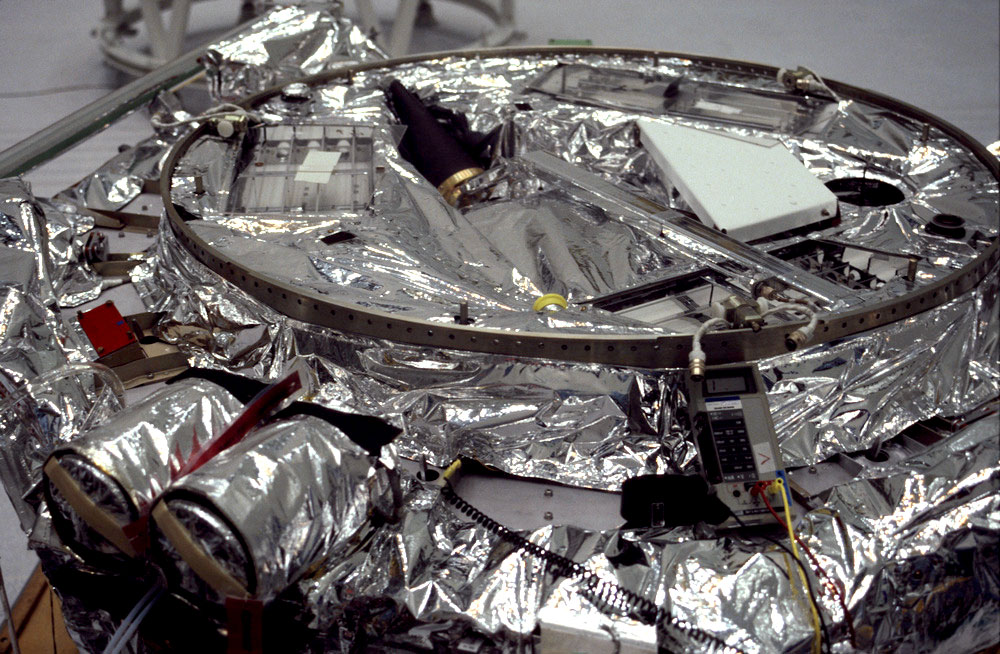
Viking täcks med termisk filt för att isoleras, Kourou.

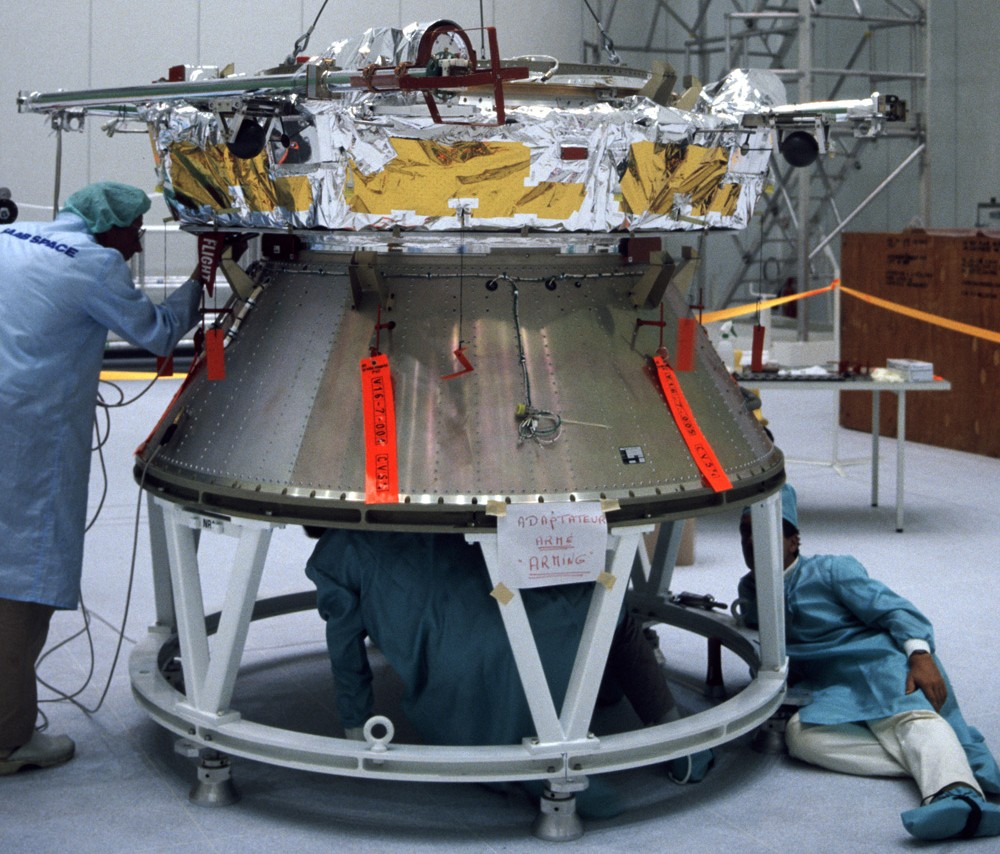
Viking monteras på en adapter som i sin tur kommer att monteras på Ariane 1:s tredje steg, Kourou.

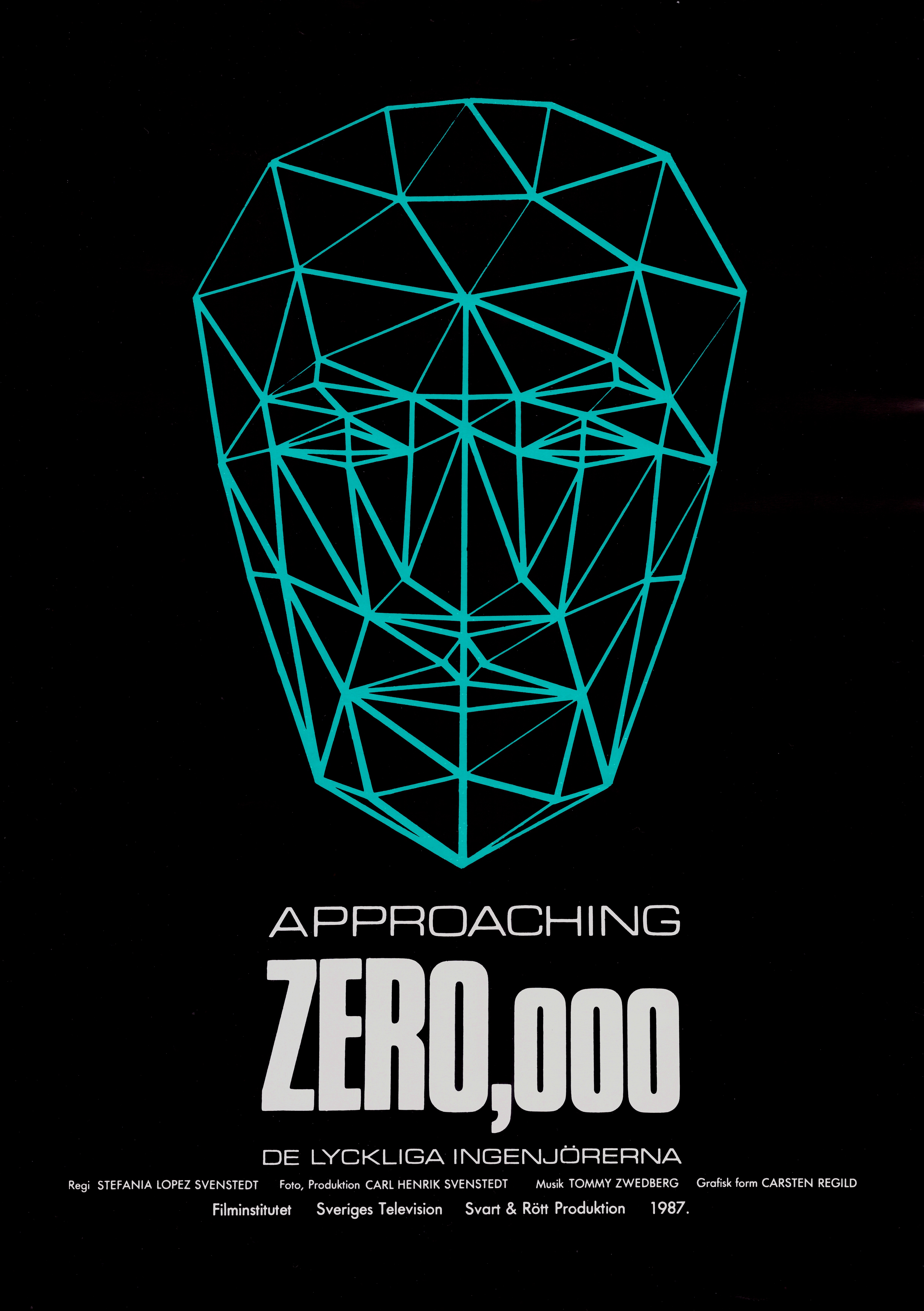
Filmaffisch för dokumentären De lyckliga ingenjörerna, Approaching Zero.

Viking är en svensk satellit för rymdfysikforskning med huvudsyftet att utforska norrsken. Viking är Sveriges första satellit och var i drift 1986–1987. Satelliten Freja är uppföljaren till Viking.

## Uppskjutning och bana
Viking sändes upp 22 februari 1986 med en Ariane 1-raket från den europeiska rymdbasen i Kourou i Franska Guyana. Viking åkte snålskjuts på uppsändningen av den franska jordobservationssatelliten SPOT-1. SPOT-1 och Viking placerades inledningsvis i en låg cirkulär bana på drygt 800 km höjd över jordens poler. 32 s efter det att det tredje raketsteget på Ariane 1 slutade brinna avskiljdes SPOT-1. Efter ytterligare 210 s avskiljdes Viking från raketsteget och därmed flög satelliterna var för sig. För att komma högre upp i en elliptisk bana hade Viking ett extra raketsteg. Efter ungefär 3 h tändes Vikings raketmotorer som brann under 17 s. När motorn slocknade hade Vikings massa minskat från startvikten 538 kg till slutvikten 286 kg, varav 68 kg nyttolast. Satellitens spinn saktades in med hjälp av små krutraketer. Viking var spinnstabiliserad med rotationsaxeln vinkelrät mot banplanet, så kallad skottkärreorientering.
När Viking var uppe i sin bana fälldes bommar och antenner ut, och skyddslocken från instrumenten togs bort. Detta styrdes från en förinställd klocka ombord. Efter ungefär ett dygn slogs instrumenten på för en första kontroll. De 40 m långa trådbommarna släpptes successivt ut under de första veckorna och därefter började de reguljära datasändningarna till rymdbasen Esrange.
Banan var elliptisk mellan 817 km och 13 530 km höjd over jordytan. Perioden var 4 h 22 min och inklinationen 98,6 grader. Lägsta höjden är så hög att luftmotståndet är minimalt även när Viking är som längst ner, och banan är därför mycket stabil (parametrarna ovan hade 17 januari 2008 ändrats till 812 km, 13 528 km, 4 h 22 min samt 98,8 grader). Viking kommer alltså att ligga kvar i sin bana för mycket lång tid framöver.

## Uppdrag
Vikings huvudsyfte var att utforska de områden i jordens magnetosfär där de elektroner som när de når atmosfären bildar polarsken accelereras längs magnetfältet. Satelliten var i drift till den 12 maj 1987.
Viking byggdes för en livslängd av 8 månader och fungerade som planerat under denna tid. I oktober 1986 kortslöts dock en komponent för att avleda överbliven ström från solpanelerna. Det drog 1,5 A från satellitens huvudbuss och reducerade mängden tillgänglig ström för att ladda batterierna. Rymdstrålningen medförde att solpanelerna med tiden förlorade prestanda. Den 12 maj 1987 var det inte längre möjligt att upprätthålla batteriladdningen, och kontakten med Viking förlorades.

## Forskning och resultat
Viking användes för undersökning av magnetosfären, speciellt de områden där norrskenselektroner accelereras. Svenska, amerikanska och kanadensiska rymdfysiker ledde utvecklingen och driften av instrumenten, men även franska, danska och finska forskare deltog. Instrumenten mätte laddade partiklar (elektroner och joner) samt elektriska och magnetiska fält. Dessutom fanns två kameror för optisk återgivning av polarsken i ultraviolett ljus.
Vikings bana var optimerad för norrskensstudier, eftersom den gick rakt igenom de områden på 5 000–10 000 km höjd där de elektroner som när de når ned till atmosfären orsakar norrsken accelereras. Forskning baserad på Vikings mätningar har presenterats i fler än 250 forskningsartiklar, varav många ingick i de två specialnummer om Vikingresultat som utkom i Geophysical Research Letters (1987) och Journal of Geophysical Research (1990). Resultaten från Viking har också sammanfattats populärvetenskapligt.
Några axplock ur forskningsresultat från Viking:
- Viking kunde bland annat visa att elektriska fält på låga frekvenser (några få hertz eller lägre) är viktiga för acceleration av såväl elektroner som joner i norrskensområdet[8]. Upphettning av joner leder till utflöden och nettoförlust av framför allt syre från jonosfären, och från Vikingdata kunde man se vilka vågor som orsakade denna förlust[9].

- Vikings bilder i ultraviolett ljus av hela polarkalotten visade att norrsken förekommer även på dagsidan av jorden, alltså över platser i dagsljus, något som är omöjligt att se från marken[10].

- En annan viktig upptäckt var småskaliga vågpulser som färdas uppåt längs jordens magnetfält och bidrar till acceleration av norrskenselektroner[11].

## Vetenskapliga instrument
- (V1) Elektriska fält, KTH, Sverige.
- (V2) Magnetiska fält, Applied Physics Laboratory, Johns Hopkins University, Baltimore, USA.
- (V3) Joner och elektroner, Institutet för rymdfysik, Kiruna, Sverige.
- (V4) Vågor och plasmatäthet, Institutet för rymdfysik, Uppsala, Sverige.
- (V5) Två polarskenskameror för ultraviolett ljus, University of Calgary, Kanada.

Tio bommar användes för att hålla antenner och känselspröt på avstånd från själva satellitkroppen, som annars kunde störa mätningarna. De elektriska fälten mättes med hjälp av sonder på 40 m långa trådbommar. Polarskenskamerorna för ultraviolett ljus kunde ta bilder var tjugonde sekund och genom kamerorna fick forskarna en tydlig koppling mellan mätdata där satelliten befann sig och de synbara effekterna längre ned i jonosfären. Alla instrument producerade data som togs emot och bearbetades av 4 personer på rymdbasen Esrange. Viking har en omloppstid av ungefär 265 minuter, och kontrollrummet på Esrange kunde ta emot data under 150 minuter varje varv.

## Projektet
Det vetenskapliga initiativet till Viking togs av Bengt Hultqvist, som då var föreståndare för Institutet för rymdfysik i Kiruna. Vetenskaplig ledare för Viking var professor Kerstin Fredga.
Bakgrunden till initiativet var att en amerikansk satellit, S3-3, byggd av Boeing hade sänts upp 1976. S3-3 hade en ny typ av bana över jordens polartrakter och gav intressanta mätdata av accelerationen av de laddade partiklar som ger upphov till norrsken. Rymdbolaget genomförde 1977-1978 en förstudie av en batteridriven satellit baserad på sondraketteknologi, M-Sat, som med en mer avancerad instrumentuppsättning än S3-3 skulle sändas upp av en sovjetisk raket 1982. Diskussioner inleddes med Intercosmos Council of the Academy of Sciences i dåvarande Sovjetunionen.
Under tiden var det efter omfattande politiska diskussioner i riksdagen en öppen fråga om Sverige skulle utveckla nya stridsflygplan efter Viggen. Riksdagen beslutade i samband med detta att mer än fördubbla de statliga anslagen till svensk rymdindustri (riksdagen beslutade senare att även utveckla stridsflygplanet JAS 39 Gripen). Med de nya anslagen genomförde  1979-1980 Rymdbolaget tillsammans med Saab Space och Boeing en ny förstudie av en mer konventionell satellit, som döptes till Viking. I september 1979 övergav Rymdbolaget tanken på att använda en sovjetisk raket och valde istället att använda franska Ariane. Den 21 augusti 1980 beslutade regeringen att Vikingprojektet skulle genomföras och ett kontrakt med Saab Space undertecknades 1 september 1980.

## Konstruktion
Viking har formen av en jättediskus, 1,9 m i diameter och 0,5 m hög, med en massa av 286 kg, varav 68 kg nyttolast. Anledningen till formen och den kraftiga konstruktionen var att Viking sändes upp med satelliten SPOT-1 som väger nära 2 ton, och som egentligen var huvudpassagerare i dubbeluppsändningen. Viking utnyttjade utrymmet som fanns under SPOT-1 i raketens noskon, och det mekaniska gränssnittet ovanpå Viking var konstruerat likadant som gränssnittet på Ariane 1. På så vis var monteringen av Viking transparent för SPOT-1.
Strömförsörjningen kom från 8 solpaneler med medeleffekt 80 W monterade på satellitkroppen, med batteridrift när satelliten befann sig på nattsidan om jordklotet. Datalänken till Esrange var på 55 kilobit/s via en S-band-länk. Systemen i Viking var inte redundanta. Viking saknade datorer.
Saab Space var huvudleverantör för Viking, med bland andra amerikanska Boeing som underleverantör. Sammansättningen skedde vid Saab Space anläggning i Linköping.

## Namn och uttal
För att särskilja den svenska satelliten Viking från de amerikanska rymdsonderna Viking 1 och Viking 2 brukar man även internationellt använda det svenska uttalet (med svenskt i-ljud för båda i:na i Viking) när man menar den satelliten, och det engelska (med aj-ljud för första i:et i Viking) när man menar rymdsonderna till Mars.

## Dokumentärfilm
Vikingprojektet skildras i dokumentärfilmen De lyckliga ingenjörerna, Approaching Zero.